# Wenelina Wenewa-Mateewa
Wenelina Wenewa-Mateewa, bułg. Венелина Венева-Матеева (ur. 13 czerwca 1974 w Ruse) – bułgarska lekkoatletka specjalizująca się w skoku wzwyż, uczestniczka letnich igrzysk olimpijskich w Atlancie (1996), Sydney (2000), Atenach (2004) i Londynie (2012), wicemistrzyni Europy z Göteborga (2006).
W okresie 03.04.2007-02.04.2009 była zdyskwalifikowana z powodu stosowania niedozwolonych środków dopingujących, anulowano także wszystkie rezultaty zawodniczki uzyskane od 24 stycznia 2007 do dnia dyskwalifikacji.
Rekordzistka świata w kategorii weteranów.

## Finały olimpijskie
- 2000 – Sydney – skok wzwyż – IX miejsce

## Inne sukcesy sportowe
- wielokrotna mistrzyni Bułgarii w skoku wzwyż – 1995, 2004[3], 2009[4], 2010[5]
- mistrzyni Bułgarii w trójskoku – 1995[3]
- wielokrotna halowa mistrzyni Bułgarii w skoku wzwyż – 1994, 1998[6]
- trzykrotna halowa mistrzyni Bałkanów – 2000, 2006[7], 2012
- mistrzyni Bałkanów – 2003[8]
- trzykrotna zwyciężczyni konkursu skoku wzwyż podczas I ligi pucharu Europy – 2000, 2001, 2005[9]
- 1991 – Bruksela, Olimpijski Festiwal Młodzieży Europy – srebrny medal[10]
- 1991 – Saloniki, mistrzostwa Europy juniorów – srebrny medal
- 1998 – Budapeszt, mistrzostwa Europy – V miejsce
- 2000 – Gandawa, halowe mistrzostwa Europy – IV miejsce
- 2001 – Lizbona, halowe mistrzostwa świata – brązowy medal
- 2001 – Edmonton, mistrzostwa świata – IV miejsce
- 2003 – Paryż, mistrzostwa świata – IV miejsce
- 2004 – Budapeszt, halowe mistrzostwa świata – VII miejsce
- 2005 – Madryt, halowe mistrzostwa Europy – brązowy medal
- 2005 – Helsinki, mistrzostwa świata – X miejsce
- 2006 – Göteborg, mistrzostwa Europy – srebrny medal
- 2006 – Stuttgart, Światowy Finał IAAF – III miejsce
- 2009 – Sofia, mistrzostwa świata wojskowych – złoty medal
- 2009 – Bańska Bystrzyca, II liga drużynowych mistrzostw Europy – II miejsce
- 2010 – Marsa, III liga drużynowych mistrzostw Europy – I miejsce

## Rekordy życiowe
- skok wzwyż – 2,04 – Kalamata 02/06/2001 i Zurych 18/08/2006
- skok wzwyż (hala) – 2,02 – Łódź 02/02/2002